# موريس روكو
موريس روكو (بالإنجليزية: Maurice Rocco)‏ هو عازف جاز وعازف بيانو أمريكي، ولد في 26 يونيو 1915 في أوكسفورد في الولايات المتحدة، وتوفي في 24 مارس 1976 في بانكوك في تايلاند.

## روابط خارجية
- موريس روكو على موقع IMDb (الإنجليزية)
- موريس روكو على موقع ميوزك برينز (الإنجليزية)
- موريس روكو على موقع ديسكوغز (الإنجليزية)
- موريس روكو على موقع قاعدة بيانات الفيلم (الإنجليزية)